# Jekatyerina Romanovna Daskova
Jekatyerina Romanovna Voroncova-Daskova, oroszul: Екатери́на Рома́новна Воронцо́ва-Да́шкова (Szentpétervár, 1743. március 17. – Moszkva, 1810. január 4.), orosz filozófus volt. Nagy Katalin császárnő közeli bizalmasa volt, és az első nő, aki egy akadémia igazgatója lett.

## Életpályája
Tizenöt évesen feleségül ment Mihail Daskov herceghez (1736–1764) és Moszkvába költözött. Férje halála után külföldre utazott. Találkozott Denis Diderot-val, Voltaire-rel és Benjamin Franklinnel.
1782-ben Daskova visszatért az orosz fővárosba, és ismét Nagy Katalin közeli bizalmasa lett. 1783. január 24-én Daskovát az Orosz Tudományos Akadémia igazgatójává nevezték ki. 
1789-ben a német Leopoldinába és a Amerikai Filozófiai Társaságba választották.
Amikor 1796-ban I. Pál trónra lépett, Daskovát felmentették minden tisztségéből, beleértve az Akadémia igazgatói posztját is. Novgorod közelébe száműzték.

## Fordítás
- Ez a szócikk részben vagy egészben  a   Jekaterina Romanowna Woronzowa-Daschkowa című német Wikipédia-szócikk fordításán alapul.  Az eredeti cikk szerkesztőit annak laptörténete sorolja fel. Ez a jelzés csupán a megfogalmazás eredetét és a szerzői jogokat jelzi, nem szolgál a cikkben szereplő információk forrásmegjelöléseként.